# Mike Novak
Michael D. "Mike" Novak (nacido el 23 de abril de 1915 en Chicago, Illinois y fallecido el 15 de agosto de 1978 en Red Creek, Nueva York) fue un jugador de baloncesto estadounidense que disputó tres temporadas entre la BAA y la NBA, además de jugar en la NBL, la NPBL y la ABL. Con 2,06 metros de estatura, jugaba en la posición de ala-pívot.

## Trayectoria deportiva

### Universidad
Jugó durante su etapa universitaria con los Ramblers de la Universidad de Loyola Chicago, con los que llegó a disputar la final del NIT en 1939. En semifinales había sido la gran figura del partido que les enfrentó a la Universidad de St. John's del entrenador Joe Lapchick, llegando a colocar hasta 9 tapones en un partido que se decidió en la prórroga por 51-46. En la final eran los claros favoritos, pero el entrenador de la Universidad de Long Island, Clair Bee, preparó el partido para anular el poder de intimidación de Novak, colocando a sus dos mejores anotadores, Ralph Kaplovitz e Irv Torgoff uno a cada lado de la zona, obligando a Novak a ir de un lado al otro de la cancha, lo que unido a que en ataque no tuvo su noche, anotando únicamente un punto en un tiro libre, dio con la victoria de los Blackbirds por 44-32.
Esa temporada fue incluido en el segundo equipo consensuado All-American.

### Profesional
Comenzó su andadura profesional con los Chicago Bruins de la NBL, con los que en su primera temporada fue el máximo anotador de su equipo, promediando 10,5 puntos por partido, y el cuarto mejor de la liga. Jugó dos temporadas más en los Bruins hasta que el equipo desapareció en 1942, pasando entonces a formar parte de la plantilla de su sucesor, los Chicago Studebaker Flyers, con los que jugó una temporada, en la que promedió 7,5 puntos por partido.
En 1943 fichó por los Sheboygan Redskins, con los que jugó tres temporadas, llegando en todas ellas a disputar las finales, pero cayendo en todas. Entre medio, tuvo una breve incursión en la ABL, jugando 7 partidos con los Wilmington Bombers.
En 1946 firmó con los Syracuse Nationals, donde en su primera temporada fue el máximo anotador del equipo, promediando 11,2 puntos por partido. Tras una temporada más, en 1948 se marcha a jugar a los Rochester Royals de la recién creada BAA, con los que disputa una temporada, en la que promedia 5,3 puntos y 1,9 asistencias por encuentro. Nada más comenzada la temporada siguiente es traspasado a los Philadelphia Warriors, donde apenas cuenta para su entrenador, Edward Gottlieb.
En 1950 ficha por los Louisville Alumnites de la efímera NPBL, con los que promedia 2,6 puntos por partido. De ahí regresó a la ABL, donde jugó 2 temporadas más, retirándose en 1953 jugando 5 partidos de nuevo con los Nationals, en esta ocasión en la NBA.
Jugó diez temporadas en la NBL, consiguiendo 2.279 puntos, el séptimo máximo anotador histórico de la liga, con un promedio de 8,5 puntos por partido.

#### Estadísticas en la BAA y la NBA

##### Temporada regular
| Temporada | Edad | Equipo                | Liga  | Pos. | P   | TIT | MIN | TC  | TCA | %TC  | TL  | TLA | %TL   | REB | ASIS | FP  | PTS |
| 1948-49   | 33   | Rochester Royals      | BAA   |      | 60  |     |     | 2.1 | 6.1 | .342 | 1.2 | 2.1 | .581  |     | 1.9  | 3.1 | 5.3 |
| 1949-50   | 34   | TOTAL                 | NBA   |      | 60  |     |     | 0.6 | 2.5 | .248 | 0.4 | 0.8 | .532  |     | 1.0  | 2.3 | 1.7 |
| 1949-50   | 34   | Rochester Royals      | NBA   |      | 5   |     |     | 0.2 | 2.2 | .091 | 0.2 | 0.2 | 1.000 |     | 0.8  | 2.0 | 0.6 |
| 1949-50   | 34   | Philadelphia Warriors | NBA   |      | 55  |     |     | 0.7 | 2.5 | .261 | 0.4 | 0.8 | .522  |     | 1.0  | 2.3 | 1.7 |
| 1953-54   | 38   | Syracuse Nationals    | NBA   | PF   | 5   |     | 4.8 | 0.0 | 1.4 | .000 | 0.2 | 0.4 | .500  | 0.4 | 0.4  | 1.8 | 0.2 |
| Total     |      |                       | TOTAL |      | 125 |     | 4.8 | 1.3 | 4.2 | .310 | 0.8 | 1.4 | .566  | 0.4 | 1.4  | 2.7 | 3.4 |
|           |      |                       | NBA   |      | 65  |     | 4.8 | 0.6 | 2.4 | .237 | 0.4 | 0.8 | .531  | 0.4 | 1.0  | 2.3 | 1.5 |
|           |      |                       | BAA   |      | 60  |     |     | 2.1 | 6.1 | .342 | 1.2 | 2.1 | .581  |     | 1.9  | 3.1 | 5.3 |

##### Playoffs
| Temporada | Edad | Equipo           | Liga | Pos. | P | TC  | TCA | %TC  | TL  | TLA | %TL   | ASIS | FP  | PTS |
| 1948-49   | 33   | Rochester Royals | BAA  |      | 4 | 1.5 | 5.5 | .273 | 0.3 | 0.3 | 1.000 | 2.5  | 3.3 | 3.3 |
| Total     |      |                  | BAA  |      | 4 | 1.5 | 5.5 | .273 | 0.3 | 0.3 | 1.000 | 2.5  | 3.3 | 3.3 |